# Haltérophilie aux Jeux olympiques d'été de 2020 - Moins de 55 kg femmes
Navigation
Rio 2016 Paris 2024
L'épreuve des moins de 55 kg femmes  en haltérophilie des Jeux olympiques d'été de 2020 a eu lieu le 26 juillet 2021 au Tokyo International Forum.

## Records
Avant cette compétition, les records dans cette discipline étaient :
| Record du monde  | Arraché     | Li Yajun (CHN)    | 102 kg | Achgabat, Turkménistan | 3 novembre 2018   |
| Record du monde  | Épaulé-jeté | Liao Qiuyun (CHN) | 129 kg | Pattaya, Thaïlande     | 20 septembre 2019 |
| Record du monde  | Total       | Liao Qiuyun (CHN) | 227 kg | Pattaya, Thaïlande     | 20 septembre 2019 |
| Record olympique | Arraché     | Norme olympique   | 97 kg  | –                      | 1er novembre 2018 |
| Record olympique | Épaulé-jeté | Norme olympique   | 121 kg | –                      | 1er novembre 2018 |
| Record olympique | Total       | Norme olympique   | 217 kg | –                      | 1er novembre 2018 |

Les records suivants ont été établis pendant la compétition :
| Arraché     | 98 kg  | Muattar Nabieva | OR |
| Épaulé-jeté | 127 kg | Hidilyn Diaz    | OR |
| Total       | 224 kg | Hidilyn Diaz    | OR |

## Programme
L'épreuve des moins de 55 kg se déroule sur une journée selon le programme suivant :
Tous les horaires correspondent à l'UTC+9
| Date                  | Horaire | Manche   |
| --------------------- | ------- | -------- |
| Lundi 26 juillet 2021 | 13 h 50 | Groupe B |
| Lundi 26 juillet 2021 | 19 h 50 | Groupe A |

## Médaillés
| Or           | Argent      | Bronze             |
| Hidilyn Diaz | Liao Qiuyun | Zulfiya Chinshanlo |

## Résultats
Hidilyn Diaz remporte l'épreuve.
| Rang | Athlète                | Nation         | Groupe | Poids | Arraché (kg) | Arraché (kg) | Arraché (kg) | Arraché (kg) | Épaulé-jeté (kg) | Épaulé-jeté (kg) | Épaulé-jeté (kg) | Épaulé-jeté (kg) | Total  |
| Rang | Athlète                | Nation         | Groupe | Poids | 1            | 2            | 3            | Résultat     | 1                | 2                | 3                | Résultat         | Total  |
| ---- | ---------------------- | -------------- | ------ | ----- | ------------ | ------------ | ------------ | ------------ | ---------------- | ---------------- | ---------------- | ---------------- | ------ |
| 1    | Hidilyn Diaz           | Philippines    | A      | 54.80 | 94           | 97           | 99           | 97           | 119              | 124              | 127              | 127 OR           | 224 OR |
| 2    | Liao Qiuyun            | Chine          | A      | 54.65 | 92           | 95           | 97           | 97           | 118              | 123              | 126              | 126              | 223    |
| 3    | Zulfiya Chinshanlo     | Kazakhstan     | A      | 54.95 | 90           | 93           | 93           | 90           | 123              | 123              | 125              | 123              | 213    |
| 4    | Muattar Nabieva        | Ouzbékistan    | A      | 54.95 | 95           | 98           | 98           | 98 OR        | 114              | 114              | 117              | 114              | 212    |
| 5    | Kamila Konotop         | Ukraine        | A      | 54.95 | 91           | 94           | 96           | 94           | 106              | 110              | 112              | 112              | 206    |
| 6    | Kristina Şermetowa     | Turkménistan   | A      | 54.85 | 90           | 93           | 93           | 90           | 111              | 115              | 117              | 115              | 205    |
| 7    | Ham Eun-ji             | Corée du Sud   | A      | 54.90 | 85           | 85           | 90           | 85           | 115              | 115              | 116              | 116              | 201    |
| 8    | Nouha Landoulsi        | Tunisie        | A      | 54.85 | 88           | 92           | 92           | 88           | 108              | 113              | 113              | 108              | 196    |
| 9    | Ana Gabriela López     | Mexique        | A      | 54.80 | 90           | 94           | 95           | 90           | 105              | 110              | 110              | 105              | 195    |
| 10   | Joanna Łochowska       | Pologne        | B      | 54.70 | 81           | 84           | 86           | 84           | 102              | 102              | 106              | 102              | 186    |
| 11   | Kanae Yagi             | Japon          | B      | 54.75 | 78           | 78           | 81           | 81           | 99               | 102              | 106              | 102              | 183    |
| 12   | Rachel Leblanc-Bazinet | Canada         | B      | 54.90 | 79           | 82           | 85           | 82           | 99               | 102              | 102              | 99               | 181    |
| 13   | Chiang Nien-hsin       | Taipei chinois | B      | 54.80 | 75           | 78           | 81           | 81           | 95               | 100              | 101              | 95               | 176    |
| 14   | Mary Kini Lifu         | Îles Salomon   | B      | 54.50 | 64           | 67           | 67           | 67           | 84               | 87               | 90               | 87               | 154    |